# 다시 만날 때까지
《다시 만날 때까지》는 1995년 2월 22일부터 1995년 7월 6일까지 방송되었던 SBS 수목 드라마로 1995년 5월 17일부터 40회(마지막회)까지는 오후 8시 시간대 드라마로 방송되었다.
한편 최연지 작가는 해당 작품에 앞서 1995년 MBC에서 방송 예정이었던 경마 드라마 《자키》를 집필할 예정이었으나 이런저런 사정으로 취소됐다.
아울러 파행적 삼각 관계 묘사에 치우쳤다는 지적이 있었다.

## 등장 인물
- 나영희 : 오주영 역
- 윤해영 : 임승혜 역
- 이상아 : 자유기고가 준희 역
- 이효정 : 임승국 역
- 전인화 : 오하영 역
- 최민식 : 한석진 역
- 홍여진
- 김은경

## 편성 변경
- 1995년 3월 2일 - 3 ~ 4회 연속 방송·편성

## 결방 사유
- 1995년 3월 1일 - 2부작 특집 드라마 《꿈꾸는 초인》 편성으로 결방